# امتیاز احمد نقیب
امتیاز احمد نقیب (بنگالی: ইমতিয়াজ আহমেদ নকীব؛ زادهٔ ۱ سپتامبر ۱۹۶۹) بازیکن فوتبال اهل بنگلادش بود.
وی همچنین در تیم‌های ملی فوتبال زیر ۲۳ سال بنگلادش و بنگلادش بازی کرده است.